# Gunnar Nilsson (friidrottare)
Ernst Gunnar "Gunta" Nilsson, född 19 augusti 1889 i Visby, död 8 mars 1948 i Visby, var en svensk friidrottare, aktiv på 1910-talet och på sin tid känd som "Visby-Nilsson" eller "Visby-Nisse". Han var som friidrottare verksam i diskus och innehade svenskt rekord i diskus 1912–1913. Han var därtill aktiv i höjdhopp, kulstötning, stavhopp, längdhopp och spjutkastning. Han var även framgångsrik inom pärk och varpa och spelade dessutom fotboll.
Nilsson var landsfogde, därtill chef för civilförsvaret och kapten vid landstormen på Gotland. 
Gunnar Nilsson tävlade i Sverige för klubben Visby BK. Han deltog som diskuskastare och spjutkastare[källa behövs] vid Olympiska sommarspelen 1912. Under mönstringarna inför OS kastade han i diskus 43,70 meter, vilket innebar ett världsrekord. Han innehade dock bara världsrekordet under tio dagar, innan det slogs av Armas Taipale. I samma mönstring satte han även svenskt rekord i spjutkast med bägge händer, 78,12 meter. Vid själva tävlingarna under OS gick det dock betydligt sämre. I diskus slutade han på 23:e plats, i diskus med två händer på 10:e plats.
Nilsson hade de svenska rekorden i diskuskastning - bästa hand och sammanlagt - 1912–1913.
Gunnar Nilsson är begravd på Östra kyrkogården i Visby.

## Svenska rekord i diskuskastning
Den 24 maj 1912 slog Gunnar Nilsson Einar Nilssons svenska rekord i diskus (bästa hand) från 1910 (40,68) tack vare resultatet 43,70. Rekordet slogs påföljande år av Oskar Andersson med 43,86. Året 1912 sågs även Nilsson förbättra Eric Lemmings svenska rekord i diskus (sammanlagt) från året innan (76,60) till 78,12. Detta rekord förlorade han dock påföljande år till Emil Magnusson.